# Tour de Ski 2014-2015
Navigation
2013-2014 2015-2016
La 8e édition du Tour de Ski se déroule du 3 janvier 2015 au 11 janvier 2015. Cette compétition est intégrée à la coupe du monde 2014-2015 et est organisée par la fédération internationale de ski. L'épreuve comprend sept étapes constituant un parcours entamé à Oberstdorf (Allemagne) avant de faire étape à Val Müstair (Suisse), à Toblach, et Val di Fiemme (Italie). Lors de la 5e étape, les hommes devaient relier Cortina d'Ampezzo à Toblach.

## Informations

### Calendrier
| Étape | Lieu          | Date            | Épreuves                                | Départ                                  | Distance | Distance | Heures de départ     | Heures de départ     |
| Étape | Lieu          | Date            | Épreuves                                | Départ                                  | Femmes   | Hommes   | Femmes               | Hommes               |
| ----- | ------------- | --------------- | --------------------------------------- | --------------------------------------- | -------- | -------- | -------------------- | -------------------- |
| 1     | Oberstdorf    | 3 janvier 2015  | Prologue Style libre                    | Individuel                              | 3 km     | 4 km     | 10 h 15              | 12 h 45              |
| 2     | Oberstdorf    | 4 janvier 2015  | Poursuite style classique               | Handicap                                | 9 km     | 15 km    | 11 h 00              | 12 h 15              |
| 3     | Val Müstair   | 6 janvier 2015  | Sprint libre (Qualifications + Finales) | Sprint libre (Qualifications + Finales) | 1,5 km   | 1,5 km   | 10 h 30 puis 13 h 15 | 10 h 30 puis 13 h 15 |
| 4     | Toblach       | 7 janvier 2015  | Style Classique                         | Individuel                              | 5 km     | 10 km    | 15 h 30              | 13 h 00              |
| 5     | Toblach       | 8 janvier 2015  | Poursuite Style libre                   | Handicap                                | 15 km    | 25 km    | 15 h 30              | 12 h 15              |
| 6     | Val di Fiemme | 10 janvier 2015 | Style Classique                         | En ligne                                | 10 km    | 15 km    | 15 h 45              | 13 h 00              |
| 7     | Val di Fiemme | 11 janvier 2015 | Ascension finale style libre            | Handicap                                | 9 km     | 9 km     | 13 h 30              | 12 h 00              |

### Points
Le vainqueur du classement général marque 400 points et les vainqueurs d'étapes marquent 50 points soit la moitié des points normalement attribués pour une victoire dans une étape de la Coupe du monde.
| Place  | 1   | 2   | 3   | 4   | 5   | 6   | 7   | 8   | 9   | 10  | 11 | 12 | 13 | 14 | 15 | 16 | 17 | 18 | 19 | 20 | 21 | 22 | 23 | 24 | 25 | 26 | 27 | 28 | 29 | 30 |
| ------ | --- | --- | --- | --- | --- | --- | --- | --- | --- | --- | -- | -- | -- | -- | -- | -- | -- | -- | -- | -- | -- | -- | -- | -- | -- | -- | -- | -- | -- | -- |
| Points | 400 | 320 | 240 | 200 | 180 | 160 | 144 | 128 | 116 | 104 | 96 | 88 | 80 | 72 | 64 | 60 | 56 | 52 | 48 | 44 | 40 | 36 | 32 | 28 | 24 | 20 | 16 | 12 | 8  | 4  |

| Place  | 1  | 2  | 3  | 4  | 5  | 6  | 7  | 8  | 9  | 10 | 11 | 12 | 13 | 14 | 15 | 16 | 17 | 18 | 19 | 20 | 21 | 22 | 23 | 24 | 25 | 26 | 27 | 28 | 29 | 30 |
| ------ | -- | -- | -- | -- | -- | -- | -- | -- | -- | -- | -- | -- | -- | -- | -- | -- | -- | -- | -- | -- | -- | -- | -- | -- | -- | -- | -- | -- | -- | -- |
| Points | 50 | 46 | 43 | 40 | 37 | 34 | 32 | 30 | 28 | 26 | 24 | 22 | 20 | 18 | 16 | 15 | 14 | 13 | 12 | 11 | 10 | 9  | 8  | 7  | 6  | 5  | 4  | 3  | 2  | 1  |

Il y a donc un maximum de 750 points qui peuvent être marqués si un concurrent gagne toutes les étapes et le classement général.

## Dotation
|                                       | 1.     | 2.     | 3.     | … | 10.   | Total   |
| ------------------------------------- | ------ | ------ | ------ | - | ----- | ------- |
| Classement général                    | 90 000 | 50 000 | 30 000 | … | 1 500 | 442 000 |
| Classement du sprint                  | 06 000 | 03 000 | 02 000 | — | —     | 022 000 |
| Étape                                 | 03 000 | 02 000 | 01 000 | — | —     | 084 000 |
| Leader du Tour (sauf le dernier jour) | 01 000 | —      | —      | — | —     | 012 000 |

Source : Fédération internationale de ski

## Classements finaux

### Classement général
| Rang | Nom                   | Temps          |
| ---- | --------------------- | -------------- |
| 1    | Petter Northug        | 4 h 0 min 47 s |
| 2    | Evgeniy Belov         | + 12.6 s       |
| 3    | Calle Halfvarsson     | + 30.7 s       |
| 4    | Dario Cologna         | + 1 min 33.1 s |
| 5    | Roland Clara          | + 2 min 00.7 s |
| 6    | Niklas Dyrhaug        | + 2 min 04.0 s |
| 7    | Alexey Poltoranin     | + 2 min 28.2 s |
| 8    | Chris Andre Jespersen | + 2 min 37.8 s |
| 9    | Maxim Vylegzhanin     | + 2 min 51.2 s |
| 10   | Daniel Richardsson    | + 3 min 04.5 s |

| Rang | Nom                   | Temps             |
| ---- | --------------------- | ----------------- |
| 1    | Marit Bjørgen         | 2 h 34 min 44.6 s |
| 2    | Therese Johaug        | + 1 min 39.2 s    |
| 3    | Heidi Weng            | + 1 min 59.5 s    |
| 4    | Ragnhild Haga         | + 7 min 32.2 s    |
| 5    | Elizabeth Stephen     | + 7 min 41.8 s    |
| 6    | Eva Vrabcová-Nývltová | + 8 min 29.4 s    |
| 7    | Nicole Fessel         | + 8 min 55.8 s    |
| 8    | Denise Herrmann       | + 9 min 35.1 s    |
| 9    | Emma Wiken            | + 9 min 47.9 s    |
| 10   | Teresa Stadlober      | + 9 min 53.8 s    |

### Classement des sprints
| Rang | Nom                    | Points |
| ---- | ---------------------- | ------ |
| 1    | Petter Northug         | 118    |
| 2    | Calle Halfvarsson      | 87     |
| 3    | Martin Johnsrud Sundby | 85     |
| 4    | Evgeniy Belov          | 64     |
| 5    | Dario Cologna          | 57     |

| Rang | Nom                 | Points |
| ---- | ------------------- | ------ |
| 1    | Marit Bjørgen       | 140    |
| 2    | Heidi Weng          | 108    |
| 3    | Therese Johaug      | 67     |
| 4    | Ragnhild Haga       | 36     |
| 5    | Evgenia Shapovalova | 36     |

## Détail des étapes

### Étape 1
3 janvier - Oberstdorf - Prologue Style Libre, Départ Individuel (4 km pour les hommes, 3 km pour les femmes)

#### Hommes
| Pos | Nom                    | Temps        |
| --- | ---------------------- | ------------ |
| 1   | Dario Cologna          | 9 min 54.2 s |
| 2   | Calle Halfvarsson      | + 5.0 s      |
| 3   | Petter Northug         | + 5.5 s      |
| 4   | Ilia Chernousov        | + 7.0 s      |
| 5   | Marcus Hellner         | + 8.2 s      |
| 6   | Evgeniy Belov          | + 8.5 s      |
| 7   | Andrey Larkov          | + 9.0 s      |
| 8   | Jonas Baumann          | + 11.6 s     |
| 9   | Maurice Manificat      | + 11.8 s     |
| 10  | Martin Johnsrud Sundby | + 11.9 s     |

| Pos | Nom               | Temps        |
| --- | ----------------- | ------------ |
| 1   | Dario Cologna     | 9 min 39.2 s |
| 2   | Calle Halfvarsson | + 10.0 s     |
| 3   | Petter Northug    | + 15.5 s     |
| 4   | Ilia Chernousov   | + 22.0 s     |
| 5   | Marcus Hellner    | + 23.2 s     |

| Pos | Nom               | Points |
| --- | ----------------- | ------ |
| 1   | Dario Cologna     | 15     |
| 2   | Calle Halfvarsson | 10     |
| 3   | Petter Northug    | 5      |

#### Femmes
| Pos | Nom                       | Temps        |
| --- | ------------------------- | ------------ |
| 1   | Marit Bjørgen             | 7 min 53.0 s |
| 2   | Heidi Weng                | + 10.7 s     |
| 3   | Ragnhild Haga             | + 12.2 s     |
| 4   | Therese Johaug            | + 13.2 s     |
| 5   | Nicole Fessel             | + 13.5 s     |
| 6   | Ingvild Flugstad Oestberg | + 15.1 s     |
| 7   | Sadie Bjornsen            | + 19.0 s     |
| 8   | Elizabeth Stephen         | + 19.9 s     |
| 9   | Coraline Thomas Hugue     | + 20.0 s     |
| 10  | Justyna Kowalczyk         | + 20.3 s     |

| Pos | Nom            | Temps        |
| --- | -------------- | ------------ |
| 1   | Marit Bjørgen  | 7 min 38.0 s |
| 2   | Heidi Weng     | + 15.7 s     |
| 3   | Ragnhild Haga  | + 22.2 s     |
| 4   | Therese Johaug | + 28.2 s     |
| 5   | Nicole Fessel  | + 28.5 s     |

| Pos | Nom           | Points |
| --- | ------------- | ------ |
| 1   | Marit Bjørgen | 15     |
| 2   | Heidi Weng    | 10     |
| 3   | Ragnhild Haga | 5      |

### Étape 2
4 janvier - Oberstdorf - Poursuite Style Classique, Départ avec Handicap (15 km pour les hommes, 9 km pour les femmes)

#### Hommes
| Pos | Nom                    | Temps        |
| --- | ---------------------- | ------------ |
| 1   | Petter Northug         | 42 min 1.2 s |
| 2   | Alex Harvey            | + 0.6 s      |
| 3   | Calle Halfvarsson      | + 0.8 s      |
| 4   | Niklas Dyrhaug         | + 2.0 s      |
| 5   | Alexey Poltoranin      | + 2.1 s      |
| 6   | Dario Cologna          | + 2.3 s      |
| 7   | Francesco De Fabiani   | + 3.4 s      |
| 8   | Martin Johnsrud Sundby | + 3.8 s      |
| 9   | Marcus Hellner         | + 5.2 s      |
| 10  | Dietmar Noeckler       | + 6.5 s      |

| Pos | Nom               | Temps         |
| --- | ----------------- | ------------- |
| 1   | Petter Northug    | 51 min 25.4 s |
| 2   | Alex Harvey       | + 5.6 s       |
| 3   | Calle Halfvarsson | + 10.8 s      |
| 4   | Niklas Dyrhaug    | + 17.0 s      |
| 5   | Alexey Poltoranin | + 17.1 s      |

| Pos | Nom               | Points |
| --- | ----------------- | ------ |
| 1   | Petter Northug    | 20     |
| 2   | Calle Halfvarsson | 15     |
| 3   | Dario Cologna     | 15     |

#### Femmes
| Pos | Nom                       | Temps          |
| --- | ------------------------- | -------------- |
| 1   | Marit Bjørgen             | 29 min 27.6 s  |
| 2   | Heidi Weng                | + 56.2 s       |
| 3   | Therese Johaug            | + 56.8 s       |
| 4   | Stina Nilsson             | + 1 min 33.5 s |
| 5   | Nicole Fessel             | + 1 min 37.7 s |
| 6   | Justyna Kowalczyk         | + 1 min 39.6 s |
| 7   | Emma Wiken                | + 1 min 41.8 s |
| 8   | Alevtina Tanygina         | + 1 min 45.3 s |
| 9   | Ingvild Flugstad Oestberg | + 1 min 46.3 s |
| 10  | Ragnhild Haga             | + 1 min 47.3 s |

| Pos | Nom            | Temps          |
| --- | -------------- | -------------- |
| 1   | Marit Bjørgen  | 36 min 50.6 s  |
| 2   | Heidi Weng     | + 1 min 1.2 s  |
| 3   | Therese Johaug | + 1 min 6.8 s  |
| 4   | Stina Nilsson  | + 1 min 48.5 s |
| 5   | Nicole Fessel  | + 1 min 52.7 s |

| Pos | Nom            | Points |
| --- | -------------- | ------ |
| 1   | Marit Bjørgen  | 30     |
| 2   | Heidi Weng     | 20     |
| 3   | Therese Johaug | 5      |

### Étape 3
6 janvier - Val Müstair - Sprint Style Libre (1.5 km pour les hommes et les femmes)

#### Hommes
| Pos | Nom                    | Temps |
| --- | ---------------------- | ----- |
| 1   | Federico Pellegrino    |       |
| 2   | Petter Northug         |       |
| 3   | Martin Johnsrud Sundby |       |
| 4   | Evgeniy Belov          |       |
| 5   | Ilia Chernousov        |       |
| 6   | Calle Halfvarsson      |       |
| 7   | Maciej Starega         |       |
| 8   | Simeon Hamilton        |       |
| 9   | Bernhard Tritscher     |       |
| 10  | Dusan Kozisek          |       |

| Pos | Nom                    | Temps         |
| --- | ---------------------- | ------------- |
| 1   | Petter Northug         | 53 min 40.0 s |
| 2   | Martin Johnsrud Sundby | + 25.1 s      |
| 3   | Calle Halfvarsson      | + 27.0 s      |
| 4   | Evgeniy Belov          | + 38.7 s      |
| 5   | Alex Harvey            | + 54.2 s      |

| Pos | Nom                 | Points |
| --- | ------------------- | ------ |
| 1   | Petter Northug      | 76     |
| 2   | Federico Pellegrino | 60     |
| 3   | Calle Halfvarsson   | 57     |

#### Femmes
| Pos | Nom                       | Temps |
| --- | ------------------------- | ----- |
| 1   | Marit Bjørgen             |       |
| 2   | Heidi Weng                |       |
| 3   | Ingvild Flugstad Oestberg |       |
| 4   | Stina Nilsson             |       |
| 5   | Maiken Caspersen Falla    |       |
| 6   | Laurien Van Der Graaff    |       |
| 7   | Sophie Caldwell           |       |
| 8   | Gaia Vuerich              |       |
| 9   | Evgenia Shapovalova       |       |
| 10  | Kikkan Randall            |       |

| Pos | Nom                       | Temps          |
| --- | ------------------------- | -------------- |
| 1   | Marit Bjørgen             | 39 min 29.2 s  |
| 2   | Heidi Weng                | + 1 min 11.2 s |
| 3   | Therese Johaug            | + 2 min 0.7 s  |
| 4   | Stina Nilsson             | + 2 min 9.4 s  |
| 5   | Ingvild Flugstad Oestberg | + 2 min 10.2 s |

| Pos | Nom                       | Points |
| --- | ------------------------- | ------ |
| 1   | Marit Bjørgen             | 90     |
| 2   | Heidi Weng                | 76     |
| 3   | Ingvild Flugstad Oestberg | 52     |

### Étape 4
7 janvier - Toblach - Style Classique, Départ Individuel (10 km pour les hommes et 5 km pour les femmes)

#### Hommes
| Pos | Nom                    | Temps         |
| --- | ---------------------- | ------------- |
| 1   | Alexey Poltoranin      | 22 min 51.8 s |
| 2   | Evgeniy Belov          | + 0.5 s       |
| 3   | Martin Johnsrud Sundby | + 4.2 s       |
| 4   | Calle Halfvarsson      | + 9.4 s       |
| 5   | Dario Cologna          | + 14.3 s      |
| 6   | Daniel Richardsson     | + 20.4 s      |
| 7   | Petter Northug         | + 22.8 s      |
| 8   | Niklas Dyrhaug         | + 23.4 s      |
| 9   | Eldar Rønning          | + 26.3 s      |
| 10  | Iivo Niskanen          | + 26.5 s      |

| Pos | Nom                    | Temps             |
| --- | ---------------------- | ----------------- |
| 1   | Petter Northug         | 1 h 16 min 54.6 s |
| 2   | Martin Johnsrud Sundby | + 1.5 s           |
| 3   | Evgeniy Belov          | + 6.4 s           |
| 4   | Calle Halfvarsson      | + 13.6 s          |
| 5   | Alexey Poltoranin      | + 26.5 s          |

| Pos | Nom                 | Points |
| --- | ------------------- | ------ |
| 1   | Petter Northug      | 76     |
| 2   | Federico Pellegrino | 60     |
| 3   | Evgeniy Belov       | 58     |

#### Femmes
| Pos | Nom                       | Temps         |
| --- | ------------------------- | ------------- |
| 1   | Marit Bjørgen             | 12 min 48.5 s |
| 2   | Therese Johaug            | + 10.8 s      |
| 3   | Heidi Weng                | + 13.1 s      |
| 4   | Emma Wiken                | + 13.8 s      |
| 5   | Justyna Kowalczyk         | + 17.6 s      |
| 6   | Anne Kylloenen            | + 19.8 s      |
| 7   | Evgenia Shapovalova       | + 21.1 s      |
| 8   | Sadie Bjornsen            | + 22.7 s      |
| 9   | Ingvild Flugstad Oestberg | + 26.1 s      |
| 10  | Anna Haag                 | + 31.6 s      |

| Pos | Nom                       | Temps          |
| --- | ------------------------- | -------------- |
| 1   | Marit Bjørgen             | 52 min 2.7 s   |
| 2   | Heidi Weng                | + 1 min 34.3 s |
| 3   | Therese Johaug            | + 2 min 16.5 s |
| 4   | Ingvild Flugstad Oestberg | + 2 min 51.3 s |
| 5   | Justyna Kowalczyk         | + 3 min 24.8 s |

| Pos | Nom                       | Points |
| --- | ------------------------- | ------ |
| 1   | Marit Bjørgen             | 105    |
| 2   | Heidi Weng                | 81     |
| 3   | Ingvild Flugstad Oestberg | 52     |

### Étape 5
8 janvier - Toblach - Poursuite Style libre, Départ avec Handicap (15 km pour les femmes)
8 janvier - Cortina d'Ampezzo - Toblach - Poursuite Style libre, Départ avec Handicap (35 25 km pour les hommes)

#### Hommes
| Pos | Nom                    | Temps          |
| --- | ---------------------- | -------------- |
| 1   | Petter Northug         | 53 min 56.9 s  |
| 2   | Calle Halfvarsson      | + 2.0 s        |
| 3   | Martin Johnsrud Sundby | + 2.2 s        |
| 4   | Evgeniy Belov          | + 2.4 s        |
| 5   | Niklas Dyrhaug         | + 1 min 45.9 s |
| 6   | Alex Harvey            | + 1 min 46.0 s |
| 7   | Dario Cologna          | + 1 min 46.4 s |
| 8   | Alexey Poltoranin      | + 1 min 49.1 s |
| 9   | Daniel Richardsson     | + 1 min 51.0 s |
| 10  | Maxim Vylegzhanin      | + 2 min 8.3 s  |

| Pos | Nom                    | Temps             |
| --- | ---------------------- | ----------------- |
| 1   | Petter Northug         | 2 h 10 min 36.5 s |
| 2   | Calle Halfvarsson      | + 7.0 s           |
| 3   | Martin Johnsrud Sundby | + 12.2 s          |
| 4   | Evgeniy Belov          | + 17.4 s          |
| 5   | Niklas Dyrhaug         | + 2 min 0.9 s     |

| Pos | Nom                    | Points |
| --- | ---------------------- | ------ |
| 1   | Petter Northug         | 91     |
| 2   | Calle Halfvarsson      | 67     |
| 3   | Martin Johnsrud Sundby | 62     |

#### Femmes
| Pos | Nom               | Temps          |
| --- | ----------------- | -------------- |
| 1   | Marit Bjørgen     | 36 min 37.9 s  |
| 2   | Heidi Weng        | + 1 min 58.8 s |
| 3   | Therese Johaug    | + 2 min 51.4 s |
| 4   | Emma Wiken        | + 4 min 20.4 s |
| 5   | Ragnhild Haga     | + 4 min 23.7 s |
| 6   | Justyna Kowalczyk | + 4 min 46.7 s |
| 7   | Anna Haag         | + 4 min 48.7 s |
| 8   | Nicole Fessel     | + 4 min 48.7 s |
| 9   | Denise Herrmann   | + 5 min 16.0 s |
| 10  | Laura Mononen     | + 5 min 26.9 s |

| Pos | Nom            | Temps             |
| --- | -------------- | ----------------- |
| 1   | Marit Bjørgen  | 1 h 28 min 25.6 s |
| 2   | Heidi Weng     | + 2 min 3.8 s     |
| 3   | Therese Johaug | + 3 min 1.4 s     |
| 4   | Emma Wiken     | + 4 min 35.4 s    |
| 5   | Ragnhild Haga  | + 4 min 38.7 s    |

| Pos | Nom            | Points |
| --- | -------------- | ------ |
| 1   | Marit Bjørgen  | 120    |
| 2   | Heidi Weng     | 91     |
| 3   | Therese Johaug | 37     |

### Étape 6
10 janvier - Val di Fiemme - Style Classique, Départ en Ligne (15 km pour les hommes et 10 km pour les femmes)

#### Hommes
| Pos | Nom                    | Temps         |
| --- | ---------------------- | ------------- |
| 1   | Tim Tscharnke          | 46 min 48.8 s |
| 2   | Alexey Poltoranin      | + 0.0 s       |
| 3   | Dario Cologna          | + 0.4 s       |
| 4   | Stanislav Voljentsev   | + 0.7 s       |
| 5   | Alexander Bessmertnykh | + 0.7 s       |
| 6   | Thomas Bing            | + 2.0 s       |
| 7   | Francesco De Fabiani   | + 3.2 s       |
| 8   | Martin Johnsrud Sundby | + 4.1 s       |
| 9   | Andrey Larkov          | + 4.5 s       |
| 10  | Dietmar Noeckler       | + 4.8 s       |

| Pos | Nom                    | Temps             |
| --- | ---------------------- | ----------------- |
| 1   | Petter Northug         | 2 h 57 min 15.5 s |
| 2   | Martin Johnsrud Sundby | + 3.1 s           |
| 3   | Calle Halfvarsson      | + 26.8 s          |
| 4   | Evgeniy Belov          | + 35.3 s          |
| 5   | Dario Cologna          | + 1 min 46.6 s    |

| Pos | Nom                    | Points |
| --- | ---------------------- | ------ |
| 1   | Petter Northug         | 118    |
| 2   | Calle Halfvarsson      | 87     |
| 3   | Martin Johnsrud Sundby | 85     |

#### Femmes
| Pos | Nom                   | Temps          |
| --- | --------------------- | -------------- |
| 1   | Therese Johaug        | 33 min 10.4 s  |
| 2   | Marit Bjørgen         | + 1.1 s        |
| 3   | Heidi Weng            | + 5.5 s        |
| 4   | Aino-Kaisa Saarinen   | + 1 min 13.1 s |
| 5   | Elizabeth Stephen     | + 1 min 39.6 s |
| 6   | Teresa Stadlober      | + 1 min 40.9 s |
| 7   | Justyna Kowalczyk     | + 1 min 47.2 s |
| 8   | Eva Vrabcová-Nývltová | + 1 min 47.7 s |
| 9   | Ragnhild Haga         | + 1 min 50.5 s |
| 10  | Denise Herrmann       | + 2 min 1.3 s  |

| Pos | Nom               | Temps            |
| --- | ----------------- | ---------------- |
| 1   | Marit Bjørgen     | 2 h 1 min 17.1 s |
| 2   | Heidi Weng        | + 2 min 11.2 s   |
| 3   | Therese Johaug    | + 2 min 50.3 s   |
| 4   | Ragnhild Haga     | + 6 min 47.1 s   |
| 5   | Justyna Kowalczyk | + 7 min 2.8 s    |

| Pos | Nom            | Points |
| --- | -------------- | ------ |
| 1   | Marit Bjørgen  | 140    |
| 2   | Heidi Weng     | 108    |
| 3   | Therese Johaug | 67     |

### Étape 7
11 janvier - Val di Fiemme - Ascension finale : Style Libre, Départ avec Handicap (9 km pour les hommes et les femmes)

#### Hommes
| Pos | Nom                    | Temps         |
| --- | ---------------------- | ------------- |
| 1   | Roland Clara           | 29 min 13.0 s |
| 2   | Maurice Manificat      | + 2.1 s       |
| 3   | Martin Johnsrud Sundby | + 11.3 s      |
| 4   | Toni Livers            | + 16.9 s      |
| 5   | Simen Andreas Sveen    | + 24.8 s      |
| 6   | Evgeniy Belov          | + 30.2 s      |
| 7   | Chris Andre Jespersen  | + 33.3 s      |
| 8   | Stanislav Voljentsev   | + 33.4 s      |
| 9   | Dario Cologna          | + 34.4 s      |
| 10  | Niklas Dyrhaug         | + 39.6 s      |

| Pos | Nom                    | Temps             |
| --- | ---------------------- | ----------------- |
| 1   | Martin Johnsrud Sundby | 3 h 26 min 42.9 s |
| 2   | Petter Northug         | + 34.5 s          |
| 3   | Evgeniy Belov          | + 51.1 s          |
| 4   | Calle Halfvarsson      | + 1 min 4.2 s     |
| 5   | Dario Cologna          | + 2 min 6.6 s     |

| Pos | Nom                    | Points |
| --- | ---------------------- | ------ |
| 1   | Petter Northug         | 118    |
| 2   | Calle Halfvarsson      | 87     |
| 3   | Martin Johnsrud Sundby | 85     |

#### Femmes
| Pos | Nom                   | Temps          |
| --- | --------------------- | -------------- |
| 1   | Therese Johaug        | 32 min 16.4 s  |
| 2   | Heidi Weng            | + 59.4 s       |
| 3   | Marit Bjørgen         | + 1 min 11.1 s |
| 4   | Elizabeth Stephen     | + 1 min 13.5 s |
| 5   | Eva Vrabcová-Nývltová | + 1 min 54.6 s |
| 6   | Ragnhild Haga         | + 1 min 56.2 s |
| 7   | Maria Rydqvist        | + 1 min 56.3 s |
| 8   | Laura Orgué           | + 2 min 16.9 s |
| 9   | Nicole Fessel         | + 2 min 20.3 s |
| 10  | Teresa Stadlober      | + 2 min 30.5 s |

| Pos | Nom               | Temps             |
| --- | ----------------- | ----------------- |
| 1   | Marit Bjørgen     | 2 h 34 min 44.6 s |
| 2   | Therese Johaug    | + 1 min 39.2 s    |
| 3   | Heidi Weng        | + 1 min 59.5 s    |
| 4   | Ragnhild Haga     | + 7 min 32.2 s    |
| 5   | Elizabeth Stephen | + 7 min 41.8 s    |

| Pos | Nom            | Points |
| --- | -------------- | ------ |
| 1   | Marit Bjørgen  | 140    |
| 2   | Heidi Weng     | 108    |
| 3   | Therese Johaug | 67     |